# Величків
Вели́чків —  річка в Полтавській області, ліва притока річки Сліпороду (басейн Дніпра). Тече територією Шишацького району.

## Джерело
За ред. А.В. Кудрицького. Полтавщина : Енцикл. довід.. — К. : УЕ, 1992. — С. 1024. — ISBN 5-88500-033-6.
| Річка | Це незавершена стаття про річку. Ви можете допомогти проєкту, виправивши або дописавши її. |